# Women's National Basketball Association 2021
La Women's National Basketball Association 2021 è stata la venticinquesima edizione della lega professionistica statunitense.
Vi partecipavano dodici franchigie, divise in due conference. Al termine della stagione regolare (32 gare), le migliori otto partecipavano ai play-off.
Il titolo è stato conquistato per la prima volta dalle Chicago Sky. La Most Valuable Player è stata Jonquel Jones delle Connecticut Sun.

## Stagione regolare

### Eastern Conference
|  |    | Classifica finale 2021 | V  | P  | PtF | PtS |
|  | -- | ---------------------- | -- | -- | --- | --- |
|  | 1. | Connecticut Sun        | 26 | 6  | -   | -   |
|  | 2. | Chicago Sky            | 16 | 16 | -   | -   |
|  | 3. | New York Liberty       | 12 | 20 | -   | -   |
|  | 4. | Washington Mystics     | 12 | 20 | -   | -   |
|  | 5. | Atlanta Dream          | 8  | 24 | -   | -   |
|  | 6. | Indiana Fever          | 6  | 26 | -   | -   |

### Western Conference
|  |    | Classifica finale 2021 | V  | P  | PtF | PtS |
|  | -- | ---------------------- | -- | -- | --- | --- |
|  | 1. | Las Vegas Aces         | 24 | 8  | -   | -   |
|  | 2. | Minnesota Lynx         | 22 | 10 | -   | -   |
|  | 3. | Seattle Storm          | 21 | 11 | -   | -   |
|  | 4. | Phoenix Mercury        | 19 | 13 | -   | -   |
|  | 5. | Dallas Wings           | 14 | 18 | -   | -   |
|  | 6. | Los Angeles Sparks     | 12 | 20 | -   | -   |

## Vincitore
| Campione WNBA 2021      |
| ----------------------- |
| Chicago Sky (1º titolo) |

## Statistiche
| Categoria             | Giocatore            | Squadra            | Stat |
| --------------------- | -------------------- | ------------------ | ---- |
| Punti per gara        | Tina Charles         | Washington Mystics | 23,4 |
| Rimbalzi per gara     | Jonquel Jones        | Connecticut Sun    | 11,2 |
| Assist per gara       | Courtney Vandersloot | Chicago Sky        | 8,6  |
| Palle rubate per gara | Brittney Sykes       | Los Angeles Sparks | 1,8  |
| Stoppate per gara     | Brittney Griner      | Phoenix Mercury    | 1,9  |
| FG%                   | Sylvia Fowles        | Minnesota Lynx     | 64,0 |
| FT%                   | Kelsey Plum          | Las Vegas Aces     | 94,4 |
| 3FG%                  | Allie Quigley        | Chicago Sky        | 45,4 |

## Premi WNBA
- WNBA Most Valuable Player: Jonquel Jones, Connecticut Sun
- WNBA Defensive Player of the Year: Sylvia Fowles, Minnesota Lynx
- WNBA Coach of the Year: Curt Miller, Connecticut Sun
- WNBA Rookie of the Year: Michaela Onyenwere, New York Liberty
- WNBA Most Improved Player: Brionna Jones, Connecticut Sun
- WNBA Sixth Woman of the Year: Kelsey Plum, Las Vegas Aces
- WNBA Finals Most Valuable Player: Kahleah Copper, Chicago Sky
- Kim Perrot Sportsmanship Award: Nneka Ogwumike, Los Angeles Sparks
- WNBA Basketball Executive of the Year: Dan Padover, Las Vegas Aces
- All-WNBA First Team:
  - Skylar Diggins, Phoenix Mercury
  - Jewell Loyd, Seattle Storm
  - Jonquel Jones, Connecticut Sun
  - Breanna Stewart, Seattle Storm
  - Brittney Griner, Phoenix Mercury
- All-WNBA Second Team:
  - Arike Ogunbowale, Dallas Wings
  - Courtney Vandersloot, Chicago Sky
  - A'ja Wilson, Las Vegas Aces
  - Tina Charles, Washington Mystics
  - Sylvia Fowles, Minnesota Lynx
- WNBA All-Defensive First Team:
  - Brittney Sykes, Los Angeles Sparks
  - Briann January, Connecticut Sun
  - Jonquel Jones, Connecticut Sun
  - Brianna Turner, Phoenix Mercury
  - Sylvia Fowles, Minnesota Lynx
- WNBA All-Defensive Second Team:
  - Jasmine Thomas, Connecticut Sun
  - Ariel Atkins, Washington Mystics
  - Breanna Stewart, Seattle Storm
  - Brionna Jones, Connecticut Sun
  - Brittney Griner, Phoenix Mercury
- WNBA All-Rookie First Team:
  - Dana Evans, Chicago Sky
  - Aari McDonald, Atlanta Dream
  - DiDi Richards, New York Liberty
  - Michaela Onyenwere, New York Liberty
  - Charli Collier, Dallas Wings